# The Flaming Lips
The Flaming Lips est un groupe de rock alternatif américain, originaire d'Oklahoma City, dans l'État de l'Oklahoma. Formé en 1983 , le groupe est réputé pour ses arrangements psychédéliques, ses paroles délirantes, toutefois parfois graves (ainsi, The Sound of Failure qui raconte les états d'âmes d'une adolescente dont un ami vient de se suicider), ses titres de chansons surréalistes (par exemple Psychiatric Explorations of the Fetus With Needles : Explorations psychiatriques du fœtus avec des aiguilles), et enfin pour la qualité de ses concerts, où Wayne Coyne, le chanteur, a coutume d'apparaître à l'intérieur d'une bulle en plastique géante, et de « marcher » sur le public.
Le magazine britannique Q l'élit parmi les 50 groupes à voir sur scène avant de mourir. Leurs spectacles mêlent un impressionnant jeu de lumière à des projections vidéos, avec la participation de marionnettes et de déguisements. Les Flaming Lips comptent plusieurs albums sur des labels indépendants, avant de signer avec Warner Records. Ils ont obtenu leur unique tube américain en 1993 avec She Don't Use Jelly, et sont depuis régulièrement salués par la critique, malgré un succès commercial assez modeste jusqu'à l'album Yoshimi Battles the Pink Robots de 2002, qui a marqué une relative percée commerciale.

## Biographie

### Débuts alternatifs (1983–1990)
Les Flaming Lips se forment en 1983 à Norman, Oklahoma, États-Unis, autour du chanteur Wayne Coyne. Participent également au groupe son frère Mark et le bassiste Michael Ivins. Donnant des concerts dans leur région d'origine, le groupe change plusieurs fois de batteur avant d'être rejoint par Richard English en 1984, année où les Flaming Lips enregistrent un E.P. (album court), The Flaming Lips, sur lequel Mark Coyne est le chanteur principal.
En 1986, après le départ de Mark Coyne, le groupe enregistre son premier album, Hear It Is, publié par le label Pink Dust Records. Il enregistre ensuite deux albums supplémentaires avec cet effectif, Oh My Gawd!!! en 1987 et Telepathic Surgery en 1989. Le batteur Richard English est remplacé en 1989 par Nathan Roberts, et le groupe est rejoint par Jonathan Donahue (également membre du groupe Mercury Rev). Ensemble, ils enregistrent l'album In a Priest Driven Ambulance à la State University de New York pour cinq dollars de l'heure, pour un budget total de 10 000 dollars. Ce disque marque la transition du groupe vers un son plus expérimental, les effets étranges présents sur leurs enregistrements précédents prenant de l'importance. La voix de Wayne Coyne évolue également, adoptant une tessiture plus aigüe, qu'on peut rapprocher de celle de Neil Young.
En 1990, le groupe est remarqué par un représentant de Warner Music Group, l'une des majors du disque, au cours d'un concert où le groupe manque de mettre feu à la salle avec des feux d'artifice. Warner accepte de signer un contrat avec le groupe.

### Premiers albums chez Warner (1991–1996)

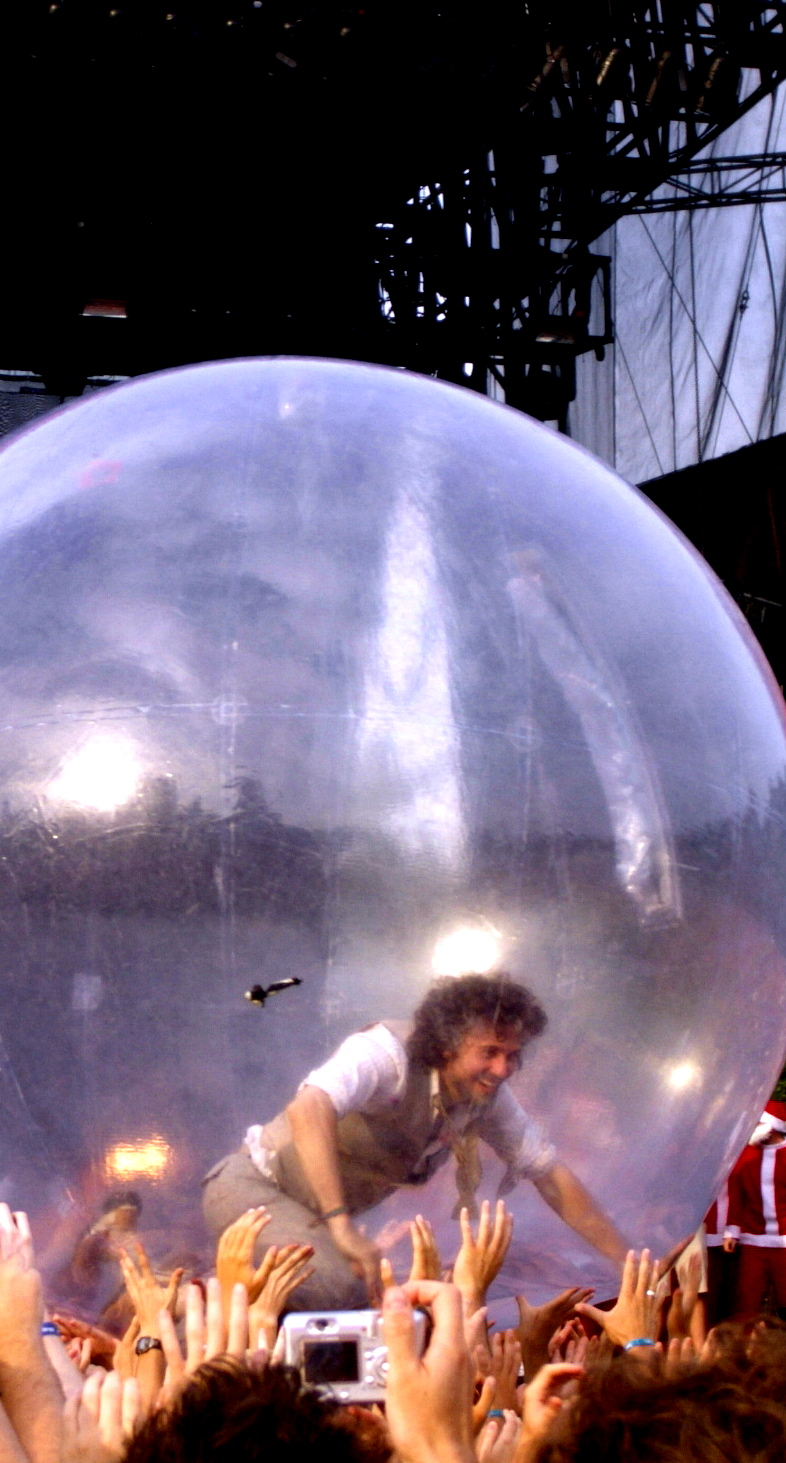
Wayne Coyne sur scène en 2006.

En 1991, Les Flaming Lips sortent leur premier album chez Warner, Hit to Death in the Future Head, après quoi leur effectif est bouleversé : Donahue quitte le groupe pour se concentrer sur Mercury Rev, suivi de Roberts. Ils sont remplacés respectivement par Ronald Jones et Steven Drodzd. En 1993 sort l'album Transmissions from the Satellite Heart, dont est issu le premier (et à ce jour, le seul) tube américain du groupe, She Don't Use Jelly, qui apparaitra notamment dans trois émissions télévisées américaines à succès : la série Beverly Hills, le Late Show de David Letterman et la série d'animation Beavis et Butt-Head. Ce succès permettra également au groupe de réaliser de longues tournées, se produisant notamment aux côtés de groupes très célèbres tels que les Red Hot Chili Peppers.
L'album suivant du groupe, Clouds Taste Metallic, sort en 1995. Il obtient un franc succès critique, mais il n'en va de même au niveau commercial : les ventes du disque n'atteignent pas le niveau de son prédécesseur. Le groupe est usé par trois ans de tournées ininterrompues, et Ronald Jones démissionne fin 1996', semble-t-il pour cause d'agoraphobie, même si certains affirment qu'il supportait de plus en plus mal la consommation de drogues de Drodz. À la suite de ce départ, le groupe, lassé de son orientation « rock », prend un virage clairement expérimental avec Zaireeka, sorti en 1997. Il s'agit d'un coffret de quatre CD conçus pour être écoutés « simultanément ». De plus, la musique comprend des éléments inspirés de la musique concrète et de nombreux effets expérimentaux. Les Flaming Lips poursuivent ensuite dans cette direction avec leur série des Parking Lot Experiments, puis des Boombox Experiments. Ces manifestations réunissent jusqu'à une quarantaine de volontaires qui créent ensemble une œuvre musicale à l'aide des autoradios de leurs véhicules ou de lecteurs de cassettes modifiés.
À cette époque, le groupe est touché par plusieurs événements graves : le bras de Drodz faillit être inutilement amputé, à cause selon lui d'une morsure d'araignée, et peut-être de l'héroïne qu'il s'injecte ; Roberts reste coincé plusieurs heures dans sa voiture après un choc avec une roue de secours, détachée d'une autre véhicule ; enfin le père de Cyle décède du cancer.

### The Soft BulletinetYoshimi Battles the Pink Robots(1997–2002)
En 1999, les Flaming Lips sortent l'album The Soft Bulletin, qui marque une importante percée critique. Mêlant mélodies pop et sons étranges, modifiés en studio d'enregistrement, l'album obtient un grand succès critique, et devient célèbre parmi les fans du groupe, qui le considèrent parfois comme le meilleur disque des années 1990.
Souvent comparé à Pet Sounds, des Beach Boys, The Soft Bulletin est un disque particulièrement complexe, sur lequel le groupe utilise, d'après les mots de Coyne, le studio d'enregistrement comme un instrument à part entière. Il se révèle donc très difficile à jouer sur scène, ce qui pousse le groupe à employer des voies détournées : certaines parties sont enregistrées, tandis que Drodz, précédemment batteur du groupe, passe au clavier et à la guitare, remplacé sur certains morceaux par une bande vidéo de Steven jouant de la batterie. Sur la tournée International Music Against Brain Degeneration Revue, le public est même équipé gratuitement d'écouteurs sur lesquels est diffusé le son du spectacle.
Trois ans plus tard, l'été 2002 voit le groupe tourner avec Cake et Modest Mouse pour le Unlimited Sunshine Tour, et sortir l'album Yoshimi Battles the Pink Robots, à nouveau salué par la critique. Le disque, auquel a contribué la musicienne Yoshimi P-We, est le premier véritable succès commercial des Flaming Lips, au bout de 20 ans d'existence. Le morceau Approaching Pavonis Mons by Balloon (Utopia Planitia) obtient un Grammy Award en 2002, et l'album deviendra disque d'or en 2006. En mars 2007, le groupe annoncera avoir commencé à travailler, aux côtés de l'auteur Aaron Sorkin, sur une adaptation en comédie musicale de Yoshimi Battles the Pink Robots.

### At War with the Mystics(2003–2007)

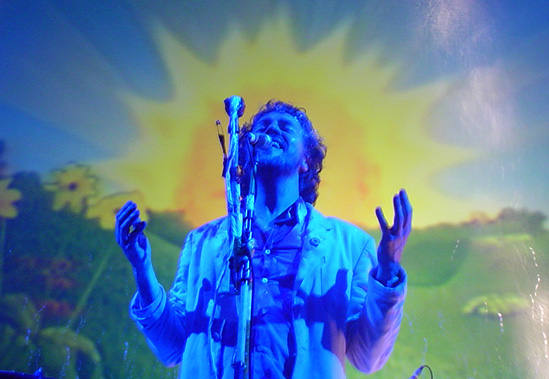
Wayne Coyne en concert en janvier 2004.

À la suite du succès commercial de Yoshimi Battles the Pink Robots, les ventes du précédent album des Flaming Lips, The Soft Bulletin, reprennent, jusqu'à atteindre le disque d'or en mai 2007. Pendant ce temps, le groupe continue dans cette veine créative, sortant deux disques courts (EP) qui contiennent des chansons remixées issues des albums Yoshimi, Fight Test et Ego Tripping at the Gates of Hell. Ils participent également à un l'album The Cosmic Game du groupe Thievery Corporation, jouent en première partie de Beck lors de la tournée Sea Changes, et prévoient de participer au Lollapalooza Tour de 2004, aux côtés de musiciens comme Sonic Youth et Morrissey. La tournée ayant été annulée pour des raisons financières, le groupe entre au studio Tarbox Road avec le producteur Dave Fridmann pour l'enregistrement de son nouvel album At War with the Mystics, sans oublier de réaliser un morceau pour la bande originale de la série d'animation Bob l'éponge, SpongeBob and Patrick Confront the Psychic Wall of Energy.
Entre-temps, les Flaming Lips continuent à travailler sur différents projets : une reprise de Bohemian Rhapsody du groupe Queen pour l'album-hommage collectif Killer Queen, sorti en 2005 ; des participations aux bandes annonces de plusieurs films et jeux vidéo ; le DVD V.O.I.D. (pour Video Overview in Deceleration), qui regroupe l'ensemble des vidéo-clips du groupe depuis sa signature avec Warner Bros. Enfin, ils commencent, en septembre 2005, à tourner un film indépendant, Christmas on Mars. La même année, le groupe fait l'objet d'un documentaire de Bradley Beesley intitulé The Fearless Freaks, dans lequel le réalisateur suit le parcours du groupe depuis 1991. Il est monté à partir de 400 heures d'images collectées en 15 ans.
Sorti en avril 2006, At War with the Mystics, onzième album des Flaming Lips, prend une direction moins électronique que les précédents albums du groupe. Y figurent davantage de sons de guitares, ainsi que des paroles plus orientées vers des thèmes politiques. Le disque rencontre un succès critique certain, même si moins enthousiaste que pour les précédents. Le morceau instrumental The Wizard Turns On... The Giant Silver Flashlight and Puts on His Werewolf Moccasins obtient en 2006 un Grammy Award dans la catégorie « meilleure performance rock instrumentale », le second d'affilée obtenu par le groupe dans cette catégorie. Le groupe soutient également les ventes de l'album en tournant en Europe et en Amérique, ouvrant notamment pour The Who, dont ils sont fans depuis longtemps. Ils jouent également dans leur ville natale d'Oklahoma City, qui donne à l'une de ses rues le nom du groupe.

### Christmas on Mars(2008–2009)

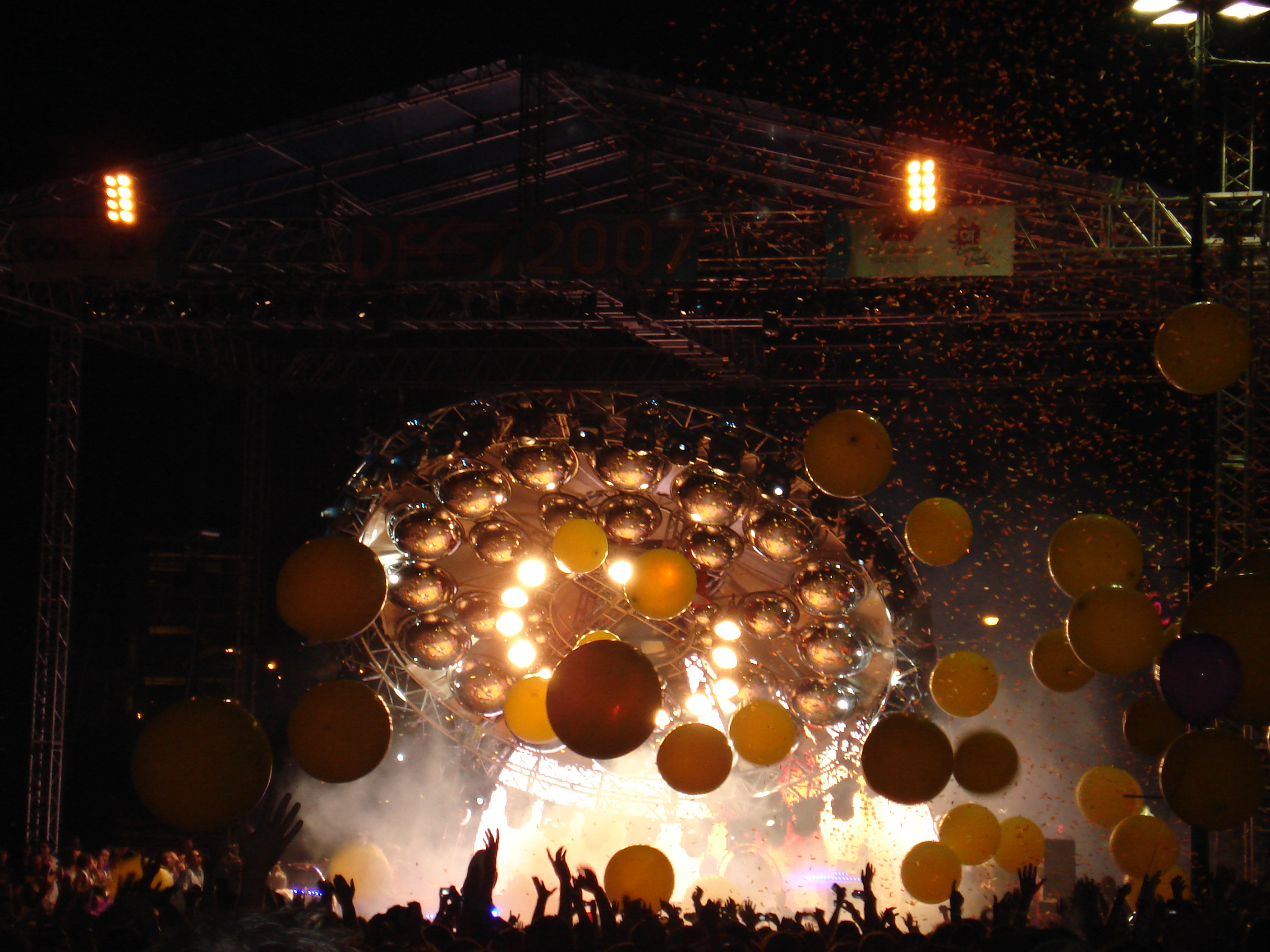
The Flaming Lips au Dfest en juillet 2007.

En 2008, les Flaming Lips sortent leur film, Christmas on Mars, sur lequel ils travaillent depuis 2001. Il s'agit d'une production indépendante à faible budget qui raconte le premier Noël passé par des colons humains sur la planète Mars. Le film, écrit et coréalisé par le chanteur Wayne Coyne avec Bradley Beesley et George Salisbury, est joué par les membres du groupe et des amis et membres de leurs familles. Il a été présenté tout au long de l'été 2008 au public de plusieurs festivals Rock, sous une tente installée par le groupe.
D'autre part, le groupe a sorti en 2007 son premier DVD live, UFO's at the Zoo: The Legendary Concert in Oklahoma City, participé à plusieurs bandes-annonces de films tels que Spider-Man 3 et tourné partout dans le monde, jouant notamment pour le concert du 100e anniversaire de leur État natal de l'Oklahoma et pour un hommage au groupe The Who, au cours duquel ils reprirent des extraits de l'opéra-rock Tommy. Enfin, leur morceau Do You Realize est devenu l'hymne officiel de l'État de l'Oklahoma. Il concourrait notamment contre Blue Suede Shoes, écrit lui aussi par un musicien originaire de cet État, et a failli faire l'objet d'un véto du gouverneur, des organisations religieuses ayant accusé les membres du groupe d'être communistes .
Christmas on Mars sort en DVD en novembre 2008, accompagné de sa bande-annonce par les Flaming Lips. Leur nouvel album, Embryonic, est en vente depuis le 13 octobre 2009.

### PériodeFlaming Side of the Moon(2009–2015)
Les Flaming Lips sortent, le 22 décembre 2009 sur l'iTunes Store, et le 29 décembre 2009 sur les autres boutiques en ligne, The Flaming Lips and Stardeath and White Dwarfs With Henry Rollins and Peaches Doing the Dark Side of the Moon, un album reprenant intégralement The Dark Side of the Moon de Pink Floyd, en collaboration avec Henry Rollins, Peaches ainsi qu'avec Stardeath and White Dwarfs,.
En 2011, le groupe propose à ses fans de verser 100 $, somme grâce à laquelle ils auraient l'insigne honneur d'avoir leur nom cité à un moment ou à un autre de leur nouvelle chanson, les montants récoltés étant reversés au Central Oklahoma Humane Society et à l'Academy of Contemporary Music at the University of Central Oklahoma.
Intitulée I Found This Star on the Ground, une chanson de six heures, le titre-odyssée finit par commercialement voir le jour, publiée par Jackpot Records dans un coffret à voir à cette adresse et comprenant également un « strobostrip » - histoire de n'avoir véritablement besoin d'aucun buvard en l'écoutant. Buvard, strobostrip ou pas, I Found a Star on the Ground, ainsi que les deux autres morceaux de ce maxi épique, sont mis en écoute sur Internet. Suit Terror en 2013.
A minuit, le 31 octobre 2011, une chanson d'une durée de 24 heures est publiée sous le titre "7 Skies H3". La chanson était jouée en live dans une bande son sans fin sur un site internet spécial créé par le groupe et rendue disponible à la vente sous forme d'une clé USB enchâssée dans un véritable crâne humain, limité à 13 copies.
Le 31 mars 2014, le groupe sort un album compagnon à Dark Side of the Moon, intitulé Flaming Side of the Moon. Il conseille aux auditeurs d'écouter ce disque en même temps que l'album original. Le groupe annonce, le 2 avril, qu'il s'agissait d'un poisson d'avril, organisé par le site Funny or Die. Le 27 octobre 2014, les Flaming Lips sortent un album de reprises de Sgt. Pepper's Lonely Hearts Club Band de The Beatles est annoncé pour le 27 octobre 2014, il est baptisé With a Little Help from My Fwends. Ce disque accueille notamment Miley Cyrus et Moby.

### Oczy Mlody(depuis 2016)
D'après le site web du Tarbox Roads Studio, Flaming Lips commencent l'enregistrement d'un nouvel album avec Dave Fridmann, le 27 janvier 2016.
En juin, Wayne Coyne annonce sa sortie pour janvier 2017, même si le groupe prévoit sa sortie officielle pour octobre 2016. Wayne Coyne confirme plus tard, lors d'un entretien avec Consequence of Sound, la sortie de l'album pour début 2017. Le 20 octobre 2016, le groupe confirme la sortie de l'album pour janvier 2017. Ils tournent ensuite en son soutien.
Le 13 janvier 2017, leur quatorzième album, Oczy Mlody, est publié, et fait participer Miley Cyrus. L'album atteint les classements britanniques et américains,. Au Record Store Day, le 22 avril 2017, les Flaming Lips publient Onboard the International Space Station Concert for Peace, une réédition de sept chansons issues de Oczy Mlody.

## Membres

### Membres actuels
- Wayne Coyne – voix, guitare, claviers, theremin, basse (depuis 1983)
- Michael Ivins – basse, claviers, chœurs (depuis 1983)
- Steven Drozd – guitare, batterie, percussions, claviers, basse, chœurs (depuis 1991)
- Derek Brown – guitare, claviers, percussions, chœurs (depuis 2009)
- Jake Ingalls – claviers, guitares (depuis 2013)
- Matt Duckworth – batterie, percussions, clavier (depuis 2014)
- Nicholas Ley – percussions, batterie, samples (depuis 2014)

### Anciens membres
- Mark Coyne – voix (1983-1985)
- Dave Kostka – batterie (1983-1984)
- Richard English – batterie, voix, piano (1984-1988)
- Jonathan Donahue – guitare (1988-1991)
- Nathan Roberts – batterie (1988-1991)
- Jon Mooneyham – guitare (durant un mois en 1991)
- Ronald Jones – guitare (1991-1996)
- Ray Suen – percussions, violon, harpe, claviers (2009–2012)
- Kliph Scurlock - batterie, percussions (2002-2014)

## Discographie

### Albums studio
- 1986 : Hear It Is (Restless)
- 1987 : Oh My Gawd!!! (Restless)
- 1989 : Telepathic Surgery (Restless)
- 1990 : In a Priest Driven Ambulance (Restless)
- 1992 : Hit to Death in the Future Head (Warner Bros.)
- 1993 : Transmissions from the Satellite Heart (Warner Bros.)
- 1995 : Clouds Taste Metallic (Warner Bros.)
- 1997 : Zaireeka (Warner Bros.)
- 1999 : The Soft Bulletin (Warner Bros.)
- 2002 : Yoshimi Battles the Pink Robots (Warner Bros.)
- 2006 : At War with the Mystics (Warner Bros.)
- 2009 : Embryonic (2009)
- 2009 : The Flaming Lips and Stardeath and White Dwarfs With Henry Rollins and Peaches Doing the Dark Side of the Moon (2009), Warner Bros., en collaboration avec Henry Rollins et Stardeath and White Dwarfs
- 2013 : The Terror
- 2013 : Flaming Side of the Moon
- 2014 : With a Little Help from My Fwends (album de reprises de Sgt. Pepper's Lonely Hearts Club Band)
- 2017 : Oczy Mlody
- 2019 : King’s Mouth
- 2020 : American Head

### EP
- 1984 : The Flaming Lips
- 1994 : Due to high expectations... The Flaming Lips are Providing Needles for Your Balloons..
- 2003 : Fight Test
- 2003 : Ego Tripping at the Gates of Hell EP
- 2013 : Peace Sword

### Compilations & Live
- 2018 : Greatest Hits Vol. 1
- 2019 : The Soft Bulletin: Live at Red Rocks Amphitheatre (Featuring the Colorado Symphony with conductor André de Ridder) (Concert enregistré en 2016)